# Ganzenstraat

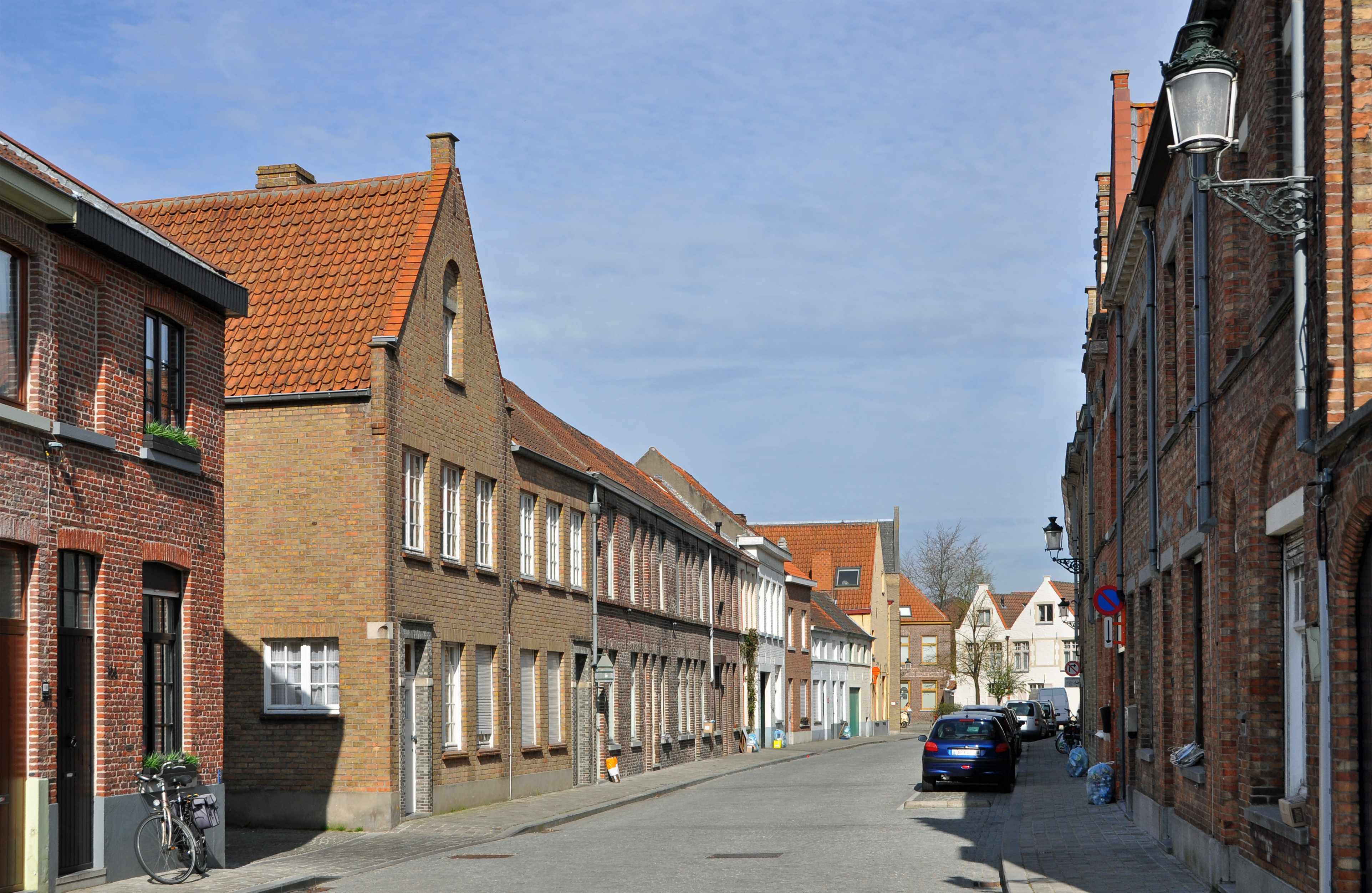
De Ganzenstraat ter hoogte van de Moerkerkestraat

De Ganzenstraat, ook nog vaak als Ganzestraat geschreven, is een straat in Brugge.

## Beschrijving
De Gansstrate staat al in 1291 in de Brugse stadsrekening vermeld. In andere documenten staat Ganstrate (1305 en 1395).
De oorsprong van de naam blijft duister. Volgens Karel De Flou en Jos De Smet had de naam niets met de diersoort te maken. Wat dan wel de oorsprong was, wisten ze ook niet. Men kan dus niet helemaal uitsluiten dat daar bijvoorbeeld ganzen werden gekweekt.
De straat, meestal Ganzestraat geschreven, loopt van de Langestraat naar de Kazernevest.